# Dejan Jakimovski
Dejan Jakimovski (Macedonisch: Дејан Јакимовски) (23 september 1985) is een voormalig voetbalscheidsrechter uit Noord-Macedonië. Hij was in dienst van FIFA en UEFA tussen 2013 en 2021. Ook leidde hij tot 2021 wedstrijden in de Prva Liga.
Op 1 juli 2014 leidde Jakimovski zijn eerste wedstrijd in Europees verband tijdens een wedstrijd tussen La Fiorita en Levadia Tallinn in de UEFA Champions League; het eindigde in 0–1 in het voordeel van de Esten en de Macedoniër trok vijfmaal een gele kaart. Zijn eerste interland floot hij op 5 maart 2014, toen Albanië met 2–0 won van Malta door doelpunten van Migjen Basha en Alban Meha. Jakimovski deelde tijdens deze wedstrijd drie gele kaarten uit.

## Interlands
| Datum            | Plaats                | Wedstrijd             | Uitslag | Competitie        | Kreeg geel | Kreeg voor de tweede keer geel en dus rood | Weggestuurd |
| ---------------- | --------------------- | --------------------- | ------- | ----------------- | ---------- | ------------------------------------------ | ----------- |
| 5 maart 2014     | Durrës, Albanië       | Albanië – Malta       | 2 – 0   | Vriendschappelijk | 3          | 0                                          | 0           |
| 31 mei 2016      | Cork, Ierland         | Ierland – Wit-Rusland | 1 – 2   | Vriendschappelijk | 1          | 0                                          | 0           |
| 4 juni 2017      | Podgorica, Montenegro | Montenegro – Iran     | 1 – 2   | Vriendschappelijk | 1          | 1                                          | 0           |
| 20 november 2018 | Elbasan, Albanië      | Albanië – Wales       | 1 – 0   | Vriendschappelijk | 6          | 0                                          | 0           |
| 10 november 2021 | Pristina, Kosovo      | Kosovo – Jordanië     | 0 – 2   | Vriendschappelijk | 4          | 1                                          | 0           |